# Trævlhat
Trævlhat (Inocybe) er svampeslægt, som tilhører Slørhat-ordenen. Svampene i slægten er mykorrhiza-dannere, og slægten er relativt artsrig i Danmark med ca. 65 danske arter. 
| Svampe | Spire Denne artikel om svampe er en spire som bør udbygges. Du er velkommen til at hjælpe Wikipedia ved at udvide den. |